# Pocket Kingdom: Own the World
Pocket Kingdom: Own the World (stylisé Pocket Kingdom: 0wn the W0rld) est un jeu vidéo de type MMORPG développé par Sega et édité par Nokia, sorti en 2004 sur N-Gage.

## Accueil
- Jeuxvideo.com : 15/20[1]